# A koszorúér elzáródása
A koszorúér-elzáródás a vérkeringés részleges vagy teljes obstrukciója a koszorúérben. Ez a betegség szívinfarktust okozhat.

## Koszorúér
A szív saját érrendszerét alkotó és a szív falának keringését, gáz- és anyagcseréjét biztosító artériák és vénák, illetve hajszálerek együttese. A jobb és a bal oldali koszorúartériák az aorta kezdeti kis tágulatából erednek, és a pitvarok és a kamrák közötti mélyedésben (koszorúbarázda) haladva körülveszik a szívet, majd ágaikra bomlanak.

## Történelem
Robert K. Massie Nicholas and Alexandra: The Fall of the Romanov Dynasty című műve szerint II. Miklós orosz cár koszorúérelzáródást szenvedhetett, még mielőtt az 1917-es orosz forradalom idején lemondatták volna trónjáról.